# The Flash (2023)
The Flash ist ein US-amerikanischer Science-Fiction- und Action-Film, der auf der Comicfigur The Flash basiert und Teil des DC Extended Universe ist. Es ist nach Justice League die zweite Kinoverfilmung über die Figur Flash und der erste Solofilm mit Flash alias Barry Allen überhaupt. Ezra Miller kehrt aus Justice League in die Rolle von Flash zurück. Obwohl der Film denselben Titel wie die von 2014 bis 2023 ausgestrahlte Fernsehserie trägt und von denselben Figuren handelt, spielen beide Adaptionen in unterschiedlichen Universen. Der Film wurde vorab auf der CinemaCon am 25. April 2023 gezeigt, bevor er Premiere am 12. Juni in Los Angeles feierte und kam am 15. Juni 2023 in die deutschen Kinos; in den USA startete er einen Tag später.

## Handlung
Auf dem Weg zur Arbeit wird Barry Allen von Alfred Pennyworth kontaktiert und an Batman weitergeleitet, der ihn nach Gotham ruft. Dort hat Carmine Falcones Sohn Alberto im Chaos ein Virus entwendet und befindet sich auf der Flucht. Während Batman diesen verfolgt, bringt Barry die Passanten in Sicherheit, wobei er auf unkonventionelle Weise auch die Neugeborenen aus einem einstürzenden Krankenhaus rettet. Batman gelingt es schließlich, Falcone an einer Brücke festzusetzen, doch erst das Eintreffen von Wonder Woman verhindert, dass beide in die Tiefe stürzen.
Im Anschluss erhält Barry einen Anruf seines Vaters Henry, den er noch immer unschuldig für den Mord an seiner Mutter Nora hält. Durch die Erinnerungen an sie und den Todestag reist er erstmals mittels Speed Force erfolgreich in der Zeit zurück und informiert Bruce über die Neuigkeiten. Dieser warnt ihn vor den möglichen Folgen, doch Barry, zudem bestärkt durch ein weiteres Gespräch mit der Reporterin Iris West, hält an seinem Ziel fest.
Bei seiner Rückkehr in die Gegenwart interveniert jedoch ein Unbekannter, wodurch Barry in einem alternativen 2013 landet, in dem Nora tatsächlich am Leben ist. Als er feststellt, dass er am Tag ankam, an dem er seine Kräfte erhielt, führt er sein alternatives, jüngeres Selbst an den Ort des Geschehens. Die Dinge nehmen ihren Lauf, aber der Blitzeinschlag trifft beide, wodurch der Barry der Gegenwart seine Kräfte verliert.
Parallel zu den Versuchen, seinem jüngeren Selbst den Umgang mit den Kräften zu lehren, kündigt sich General Zod an, der die Auslieferung eines Kryptoniers fordert. Die Justice League zu versammeln schlägt allerdings fehl, da durch die von Barry vorgenommene Veränderung die Helden entweder noch nicht entstanden oder nicht einmal geboren sind. Lediglich Batman scheint zu existieren, weswegen beide Versionen von Barry nach Wayne Manor reisen.
Dort treffen sie wider Erwarten einen alternativen, älteren Bruce Wayne, der sich eigentlich im Ruhestand befindet, aber auf ihre Bitte eingeht, sie bei der Suche nach Superman zu unterstützen. Fündig werden sie nach einem Hinweis in Sibirien, wo sie in einer Einrichtung jedoch Kara Zor-El, die Cousine von Kal-El, treffen und retten. Letztendlich hilft sie zudem dem älteren Barry, seine Kräfte zurückzuerhalten, nachdem ein erster Versuch ihn beinahe getötet hatte.
Kara schließt sich nun Batman und den beiden Versionen von Barry an, wonach sie Zod und seine Streitkräfte konfrontieren. Kara und Batman werden dabei allerdings getötet, selbst nach mehrmaligem Versuch der Barrys, ihr Schicksal zu ändern. Der ältere Barry erkennt schließlich, dass jene Realität zum Scheitern verdammt ist, doch sein jüngeres Selbst versucht sich weiterhin daran, es zu retten; dabei beginnt das Multiversum unweigerlich zu kollabieren, und mehrere Welten fallen ineinander.
Nun taucht der Unbekannte erneut auf, der sich als ein inzwischen entstellter und älterer Barry der vormals jüngeren 2013-Version zu erkennen gibt und durch das Bootstrap-Paradoxon entstand, wobei er nie aufhörte, die Realität verändern zu wollen. Als der ältere Barry erklärt, seine Veränderungen ungeschehen zu machen, versucht der als Dark Flash implizierte Barry verärgert, ihn zu töten, trifft stattdessen aber den 2013-Barry, der sich zwischen beide wirft.
Mit dem Tod des jüngeren Barry wird nicht nur das Kollabieren des Multiversums umgekehrt, auch Dark Flash wird von der Zeitlinie getilgt. Im Anschluss macht der ältere Barry seine Tat ungeschehen, wobei er sich ein letztes Mal mit seiner Mutter unterhält, ohne dass sie ihn erkennt; dennoch tätigt er eine kleine Veränderung, die in der Gegenwart seinen Vater entlastet. Nachdem sein Vater freigesprochen wird, trifft er sich vor dem Gericht mit Bruce; als jener aus seinem Wagen steigt, stellt Barry allerdings fest, dass es sich nicht um den ihm bekannten Bruce handelt.
In einer Post-Credit-Szene findet Barry einen betrunkenen Aquaman, welchem er von seinen Erfahrungen und dem anderen Bruce Wayne erzählt.

## Produktion

### Gescheiterte Projekte
Bevor der Film The Flash in den Kinos erscheint, gab es zahlreiche Ansätze, eine Kinoadaption mit der gleichnamigen Hauptfigur zu produzieren. So beauftragte Warner Bros. Ende der 1980er Jahre den Comicbuchautoren Jeph Loeb, ein Drehbuch zu einer Flash-Verfilmung zu schreiben. Doch dieses Projekt wurde nie verwirklicht. Im Jahr 2004 gab David S. Goyer bekannt, dass er beauftragt wurde, ein Drehbuch zu The Flash zu schreiben, nachdem Warner Bros. das Drehbuch zu Batman Begins, der 2005 erschien, überzeugte. Er meinte, dass der Ton jenes Films nicht so düster wie Batman Begins werden sollte, sondern verglich diesen eher mit Sam Raimis Familienfilmen Spider-Man und Spider-Man 2. Neben der Regie wurde bekannt gegeben, dass Goyer für den Film über The Flash auch Regie führen sowie der Produzent sein sollte. Anfang Februar 2007 gab Goyer jedoch bekannt, dass das Projekt gescheitert ist. Als Grund gab er an, dass er und Warner Bros. sich nicht einig waren, welche Richtung der Film einschlagen sollte.
Ende Mai 2010 gab Barry Meyer, zu der Zeit Vorsitzender von Warner Bros. erneut bekannt, an einer Leinwandadaption zu The Flash zu arbeiten. Greg Berlanti war dabei als Regisseur vorgesehen. Am 9. Juni 2010 wurde er mit Michael Green und Marc Guggenheim, die zusammen auch das Drehbuch zum 2011 erschienenen Film Green Lantern verfassten, dazu beauftragt, eine Abhandlung über den geplanten Film zu schreiben. Das Drehbuch war bereits vollendet, doch entwickelte sich der Film Green Lantern zu einem finanziellen Misserfolg und das Projekt wurde eingestellt. Berlanti und Guggenheim produzierten jedoch ab 2012 für den Fernsehsender The CW die DC-Serie Arrow, die sich in ein eigenes Serienuniversum erweiterte. Die Arrow-Ablegerserie The Flash wird seit 2014 mit Grant Gustin in der gleichnamigen Haupt- und Titelrolle ebenfalls auf The CW ausgestrahlt.

### Entstehung

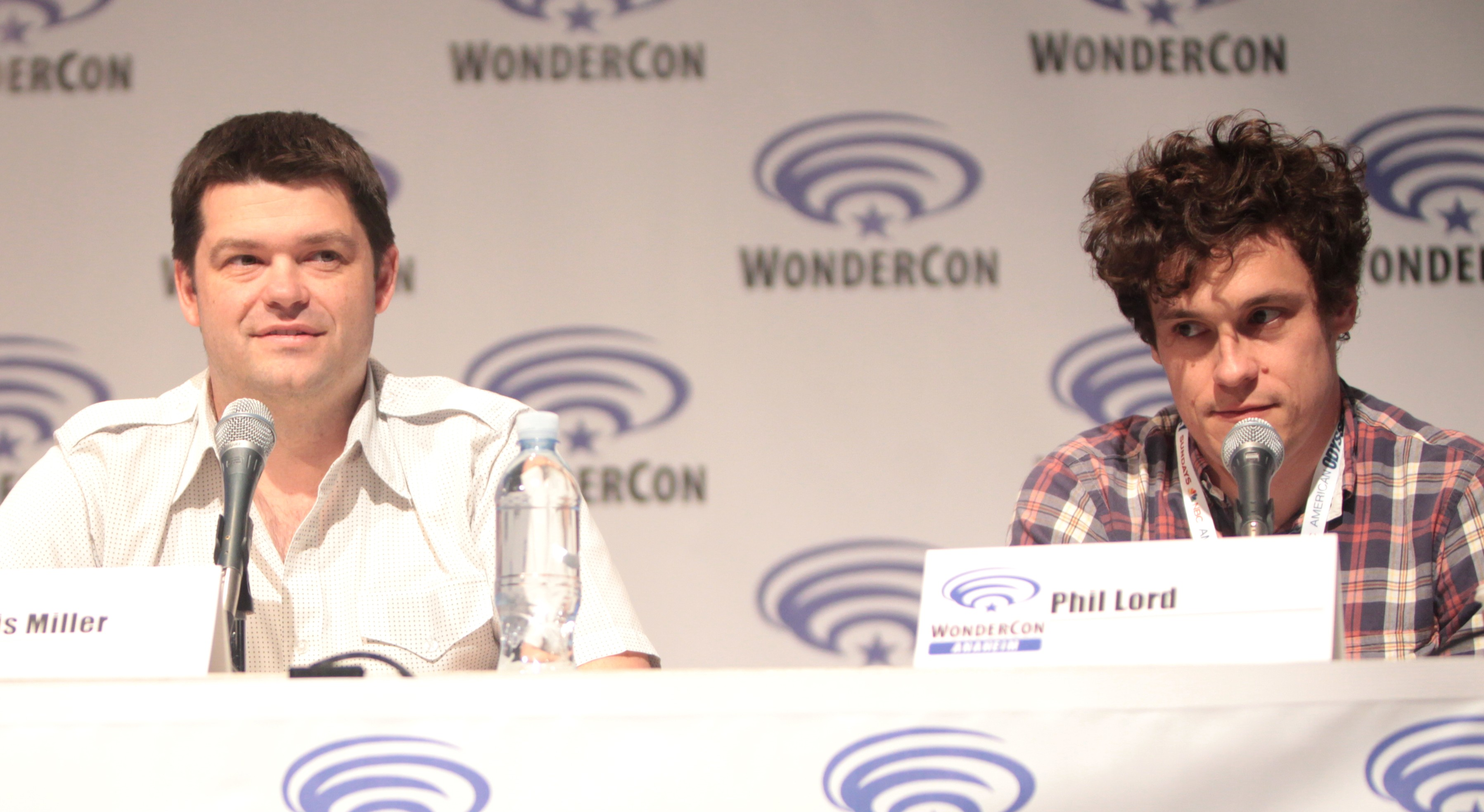
Die Drehbuchautoren Chris Miller (links) und Phil Lord auf der Wondercon 2015

Nachdem 2013 der Film Man of Steel in den Kinos veröffentlicht worden war, gab Warner Bros. bekannt, dass dieser Film den Beginn eines Filmuniversums darstelle, in dem auch andere Figuren aus dem DC-Universum existieren. Bei einer Pressemitteilung am 15. Oktober 2014 kündigte Kevin Tsujihara, nun Vorsitzender von Warner Bros. zahlreiche Filme über das später als DC Extended Universe bekannte Filmfranchise bis einschließlich 2020 an, darunter zahlreiche Filme über einzelne Figuren wie The Flash. Der Film über Flash wurde für den 23. März 2018 als Nachfolger des Films Justice League angekündigt und setzt die Handlung des Films fort. Der Film ist gänzlich unabhängig von der Serie mit Grant Gustin in der Titelrolle. Das DC-Serienuniversum, in dem Gustin The Flash spielt, ist eine in einem Paralleluniversum vom DC Extended Universe laufende Geschichte, die unabhängig vom DC Extended Universe ist.
Am 9. April 2015 veröffentlichte die Filmwebsite Deadline.com in einem Artikel, dass Phil Lord und Chris Miller das Drehbuch verfassen. Beide arbeiteten bereits an Warner Bros. Brickfilm The LEGO Movie, in dem auch der DC-Charakter Batman eine Nebenrolle einnahm, zusammen. Dass zwei verschiedene Schauspieler The Flash parallel vor der Kamera verkörpern, sah Lord als eine Herausforderung an. Er sagte:

“(T)here’s a really popular TV show out there, and we’re trying to carve out space for the movie that’s apart from that. (W)e’re […] trying to stick with the cinematic universe… it really is its own thing, and kind of a standalone movie. We’re just trying to think of the best story.”

„Da gibt es eine wirklich beliebte Fernsehserie da draußen und wir versuchen etwas für einen Film in den Raum zu meißeln, der nicht Teil von dem ist. Wir […] versuchen uns an das Kinouniversum zu heften… es ist wirklich seine eigene Sache und ist eine Art Standalonefilm. Wir versuchen nur, die beste Geschichte dazu auszudenken.“

Anfang Oktober 2015 wurde Seth Grahame-Smith als Regisseur für den Film The Flash bestätigt. Wegen kreativen Differenzen mit Warner Bros. verließ Grahame-Smith das Projekt jedoch Ende April 2016 wieder. Im Juni 2016 wurde Rick Famuyiwa als neuer Regisseur vorgestellt, der fünf Monate später das Projekt ebenfalls wegen kreativen Differenzen mit Warner Bros. verließ. Im März 2018 wurden schließlich John Francis Daley und Jonathan Goldstein für den Regieposten verpflichtet. Ein Jahr später wurde bekannt, dass beide auch für das Drehbuch verantwortlich sein werden, das vorher zunächst von Joby Harold und später auch von Dan Mazeau überarbeitet werden sollte. Da Daley und Goldstein allerdings einen eher lustigen Film im Stile von Aquaman machen wollen, bat Ezra Miller das Studio darum, ein eigenes, düstereres Drehbuch schreiben zu dürfen, woraufhin Miller Grant Morrison zur Seite gestellt wurde.
Im Juli 2019 wurde bekannt gegeben, dass Daley und Goldstein durch Andy Muschietti und Christina Hodson als Regisseur bzw. als Drehbuchautor ersetzt wurden, wobei Barbara Muschietti das Produktionsteam ergänzte. Zugleich wurde der Beginn der Vorproduktion für Januar 2020 angekündigt. Unter dem Titel The Flash wurde der Film im Oktober 2018 für 2021 angekündigt.

### Besetzung

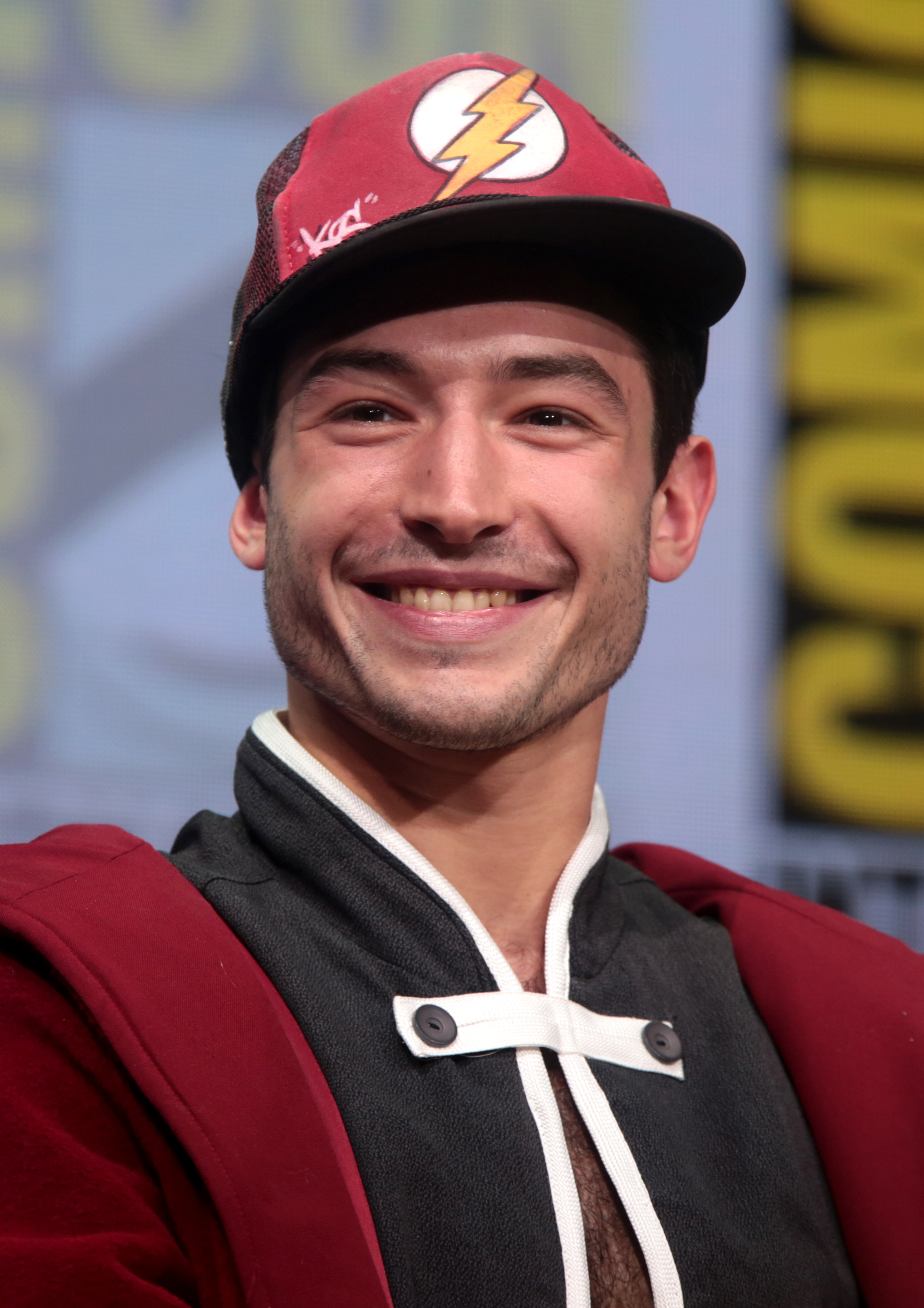
Ezra Miller auf der Comic-Con in San Diego im Juli 2017

Mit der Ankündigung des Films The Flash am 15. Oktober 2014 ließ Tsujihara verlauten, dass Flash von Ezra Miller verkörpert wird. Es ist jedoch nicht Millers erster Film als The Flash – bereits im vorangegangenen Film über die Justice League verkörperte Miller diese Rolle. Ferner hatte Miller einen Gastauftritt im Film Batman v Superman: Dawn of Justice. Mit der Rollenvergabe wurde offensichtlich, dass das DC Extended Universe unabhängig vom parallel laufenden DC-Serienuniversum ist. Dennoch stieß die Rollenvergabe auf Kontroversen: Stephen Amell, Darsteller von Arrow aus dem DC-Serienuniversum äußerte sich kritisch zur Besetzung. Er meinte, dass Grant Gustin Flash sowohl im Fernsehen als auch auf der Leinwand spielen sollte, da die Fans ihn bereits als Flash angenommen haben. Allerdings sah er durch die Doppelbesetzung auch eine Möglichkeit, die Figur verschieden zu interpretieren:

“(J)ust because Grant Gustin plays the part of Barry Allen doesn’t mean Ezra Miller can’t also play Barry Allen. There can be different interpretations of the character. Anyone who is a fan of the comics knows the Flash character is one of the forces that leads to parallel universes.”

„Nur weil Grant Gustin die Rolle von Barry Allen spielt, bedeutet das nicht, Ezra Miller dürfe nicht Barry Allen spielen. Es können verschiedene Interpretationen des Charakters sein. Jeder, der Fan der Comics ist, weiß, dass die Figur des Flash eine der Kräfte ist, die zu Paralleluniversen führen.“

Später meldete sich auch Grant Gustin und versicherte Ezra Miller seine Unterstützung. Kevin Smith gab bekannt, dass die Zuschauer sowohl mit Miller als auch Gustin Flash sehen, da ein Multiversum in Planung sei. Es wurde 2017 auch angekündigt, dass Batman, der zu der Zeit von Ben Affleck verkörpert wurde, im Film einen Auftritt hat. Nachdem Affleck zwischenzeitlich verkündet hat, nicht mehr Batman zu verkörpern, wurde am 20. August 2020 bekannt gegeben, dass er in The Flash wieder als Batman-Dartsteller auftritt. Zuvor, am 22. Juni 2019, wurde bekannt gegeben, dass Warner Bros mit Michael Keaton verhandelt, als Batman aufzutreten. Er verkörperte diese Rolle bereits in den Filmen Batman und Batmans Rückkehr von Tim Burton aus den Jahren 1989 und 1992.

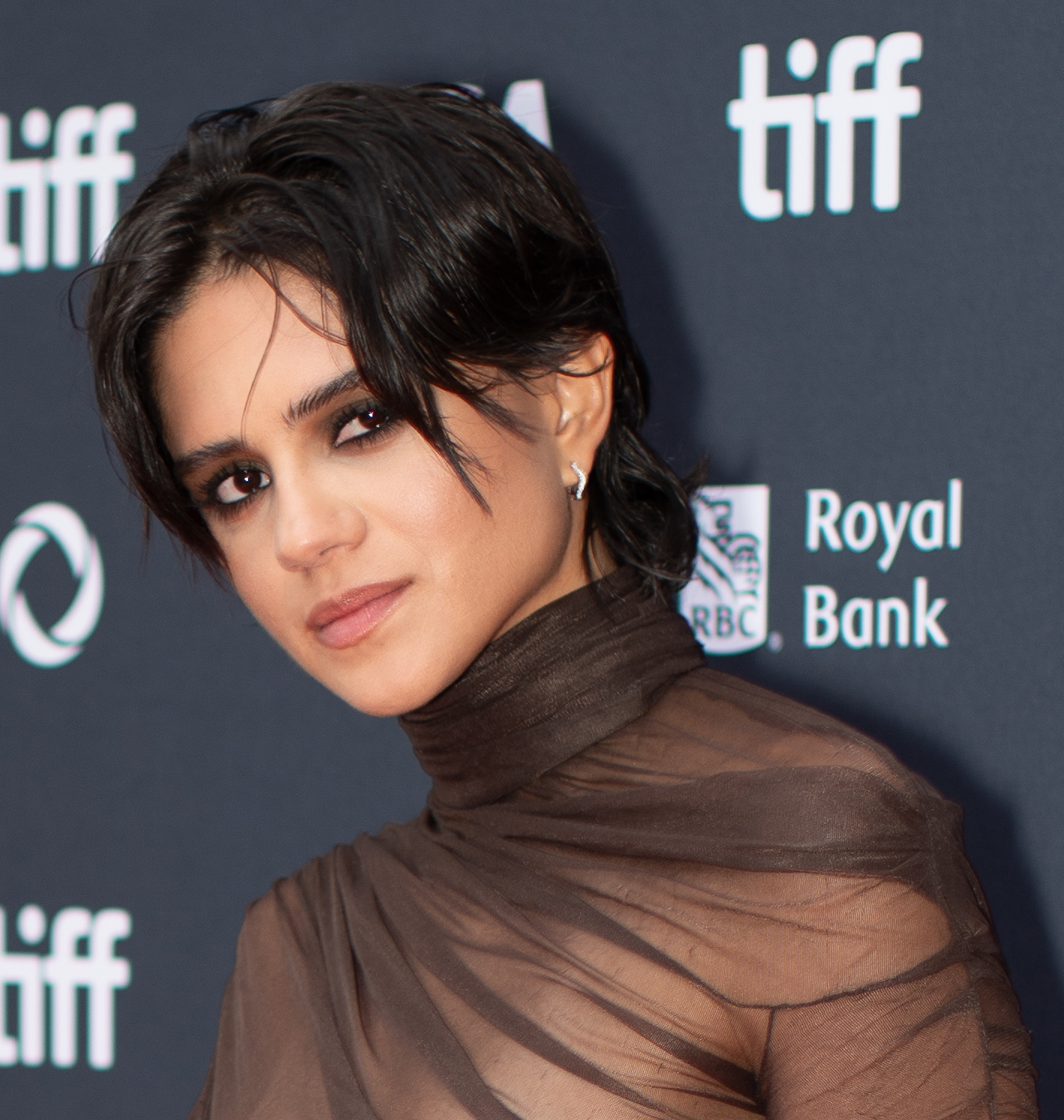
Sasha Calle spielt Supergirl

Später schlossen sich Maribel Verdú als Nora Allen, Sasha Calle als Supergirl, Luke Brandon Field als Alberto Falcone, Sanjeev Bhaskar als David Singh, Saoirse-Monica Jackson als Patty Spivot und Rudy Mancuso als Albert Desmond der Besetzung an, während Kiersey Clemons nach Zack Snyder’s Justice League (2021) erneut als Iris West in Erscheinung trat. Ron Livingston übernahm den Part des Henry Allen von Billy Crudup, da dieser aufgrund von Terminproblemen aus dem Projekt ausstieg. Im Dezember 2021 bestätigte Warner Bros die Beteiligung von Michael Shannon und Antje Traue als General Zod sowie Faora-Ul, die schon in Man of Steel (2013) in diesen Rollen zu sehen waren.
Weitere Rückkehrer umfassen Gal Gadot als Wonder Woman, Jason Momoa als Aquaman, Temuera Morrison als Thomas Curry und Jeremy Irons als Alfred Pennyworth. Cameoauftritte im Film absolvieren Nicolas Cage als Superman sowie George Clooney als Batman; letzterer verkörperte bereits in Batman & Robin (1997) eine andere Version seiner Figur. Unter dem Gebrauch von CGI sind zudem weitere Versionen von Figuren zu sehen, darunter jene von Adam West, Christopher Reeve, George Reeves und Helen Slater.

### Dreharbeiten und Produktionsdesign
Die Dreharbeiten sollten ursprünglich Anfang 2017 beginnen. Nach zahlreichen Verschiebungen wurde im Oktober 2018 schließlich angekündigt, dass der Film frühestens Ende 2019 gedreht werden soll und somit erst 2021 in die Kinos kommen kann. Der Grund dafür ist die Überschneidung der Dreharbeiten mit dem dritten Teil der Phantastische-Tierwesen-Filmreihe, in dem Ezra Miller ebenfalls mitspielen wird. Später wurde der Drehstart auf November 2019 und schließlich auf das erste Quartal 2021 konkretisiert. Die Dreharbeiten begannen Mitte April in London und sollen den Leavesden Studios fortgesetzt werden.
Im Frühjahr 2018 wurde bekannt, dass Mark Digby die Arbeit als Produktionsdesigner übernommen hat und damit Beth Mickle ersetzte, die aus Flashpoint ausgestiegen war, um an: Guardians of the Galaxy 3 zu arbeiten. Erfahrung mit Futurismus und Science-Fiction konnte Digby durch seine Arbeit mit Regisseur und Autor Alex Garland sammeln. Unter anderem war er für die Filmproduktionen Dredd, Ex Machina und Auslöschung tätig, in seiner Filmografie finden sich zudem noch Filme wie Slumdog Millionär und die Fahrenheit 451-Neuverfilmung.

### Filmmusik und Veröffentlichung
Die Filmmusik komponiert Benjamin Wallfisch.
Der Film sollte ursprünglich am 3. November 2022 in die deutschen und am darauffolgenden Tag in die US-amerikanischen Kinos kommen. Später wurde der US-Starttermin auf den 23. Juni 2023 verschoben, und schließlich auf den 16. Juni 2023 vorgezogen, nachdem erste Testscreenings positiv verlaufen waren. Die Premiere des Films erfolgte am 12. Juni 2023 in Los Angeles. Der Kinostart in Deutschland erfolgte am 15. Juni 2023, in den USA einen Tag später. Erstes Bildmaterial wurde im April 2022 auf der CinemaCon vorgestellt.

## Synchronisation
Die deutschsprachige Synchronisation entstand bei Interopa Film in Berlin nach einem Dialogbuch von Klaus Bickert und unter der Dialogregie von Stefan Fredrich. Joachim Tennstedt kehrte als Stammsprecher von Keaton wieder in seine Rolle zurück, während Martin Umbach den Part von Detlef Bierstedt als Stimme von Clooney übernahm.
| Rolle                                | Schauspieler           | Synchronsprecher   |
| ------------------------------------ | ---------------------- | ------------------ |
| Barry Allen / The Flash / Dark Flash | Ezra Miller            | Patrick Baehr      |
| Bruce Wayne / Batman                 | Michael Keaton         | Joachim Tennstedt  |
| Bruce Wayne / Batman                 | Ben Affleck            | Peter Flechtner    |
| Bruce Wayne / Batman                 | George Clooney         | Martin Umbach      |
| Kara Zor-El                          | Sasha Calle            | Jessica Rust       |
| General Zod                          | Michael Shannon        | Wolfgang Wagner    |
| Henry Allen                          | Ron Livingston         | Patrick Winczewski |
| Nora Allen                           | Maribel Verdú          | Schaukje Könning   |
| Iris West                            | Kiersey Clemons        | Özge Kayalar       |
| Alfred Pennyworth                    | Jeremy Irons           | Lutz Riedel        |
| Diana Prince / Wonder Woman          | Gal Gadot              | Sanam Afrashteh    |
| Arthur Curry / Aquaman               | Jason Momoa            | Matti Klemm        |
| Thomas Curry                         | Temuera Morrison       | Hans Bayer         |
| Patty Spivot                         | Saoirse-Monica Jackson | Luisa Wietzorek    |
| Albert Desmond                       | Rudy Mancuso           | Jonas Lauenstein   |
| David Singh                          | Sanjeev Bhaskar        | Stefan Krause      |
| Sandwich Typ                         | Kieran Hodgson         | Tim Schwarzmaier   |
| Alberto Falcone                      | Luke Brandon Field     | Alex Friedland     |

## Rezeption

### Kritiken
Nach anfänglich guter Resonanz ist die auf Rotten Tomatoes ausgewiesene Positivquote auf 63 Prozent der 389 erfassten Kritiken gesunken, wobei die Durchschnittswertung mit 6,3/10 angegeben wird.
Die deutschsprachige genre-Publikation Neon Zombie hielt fest, dass der Film „in erster Linie eine Funktion [besitzt] und damit nur eine Richtung [kennt]: Reboot“. Das Werk sei „ein Exit, ein Befreiungsschlag und eine Anerkennung zugleich. Keine Fangemeinde darf ignoriert werden, jede Interpretation soll ihren Platz haben. Nach dem letzten Universum ist lediglich vor dem nächsten Universum.“

### Auszeichnungen
Artios Awards 2024
- Nominierung für den „Zeitgeist Award“ (Rich Delia, Kate Ringsell & Adam Richards)[47]

Saturn-Award-Verleihung 2024
- Nominierung als Bester Superheldenfilm
- Nominierung als Bester Nebendarsteller (Michael Keaton)

## Trivia
- Bei der Unterhaltung mit Iris West bietet Barry ihr ein Bier an, welches er aber nicht zu Hause hat. Woraufhin er durch die Wand „fadet“, um unbemerkt zwei Flaschen zu besorgen. Dabei fadet er durch ein Poster von Raquel Welch. Es handelt sich dabei um dasselbe Poster wie im Film Die Verurteilten, welches dort ebenfalls für ein unbemerktes Entkommen benutzt wird.
- Während des Climax in der Speedforce sieht man mehrere alternative Realitäten und wie einige davon sogar miteinander kollidieren. Diese stellen andere Interaktionen diverser Helden aus vergangenen DC-Filmen dar, wie etwa einen Superman dargestellt von Christopher Reeve oder einen Batman dargestellt von Adam West. Eine weitere dargestellte Superman-Variante zeigt jene aus dem nie umgesetzten Film von Tim Burton (Batman, Batmans Rückkehr), in welcher diese von Nicolas Cage hätte dargestellt werden sollen. In diesem Film hätte Superman am Ende eine riesige Spinne bekämpfen sollen, was man hier in einer Szene zu sehen bekommt.